# Антонівка (роз'їзд)
Антонівка — залізничний роз'їзд 5-го класу Херсонської дирекції Одеської залізниці на неелектрифікованій лінії Херсон — Джанкой між станціями Херсон (13 км) та Олешки (8 км). Розташований в селищі Антонівка Херсонського району Херсонської області.

## Історія
Роз'їзд відкритий у 1951 році. 

## Пасажирське сполучення
На роз'їзді Антонівка зупинялися лише приміські дизель-поїзди сполученням Миколаїв-Вантажний / Херсон — Вадим. Наразі, з початком широкомасштабного російського вторгнення в Україну з 2022 року пасажирських рух тимчасово припинено до звільнення тимчасово окупованої Херсонської області від російських загарбників.